# 이집 (1664년)
이집(李㙫, 1664년 ~ 1733년)은 조선의 문신이다. 본관은 덕수(德水). 자는 노천(老泉), 호는 취촌(醉村)이다. 영조 때 좌의정을 지냈다.

## 생애
1684년(숙종 10) 생원시와 진사시에 합격하고 1697년 정시문과에 병과로 급제해 홍원현감으로 시작해서 한림, 정언, 문학, 지평, 사서, 수찬, 부수찬, 교리, 부교리, 이조좌랑, 겸문학, 헌납 등을 지냈다. 이후 부수찬, 부교리 등을 지냈다. 이조정랑을 거쳐 부교리, 부수찬, 이조정랑, 문학, 교리, 시독관, 사인, 응교, 부응교를 거쳐 사간, 필선, 부응교, 보덕, 교리, 겸보덕, 응교, 사인, 부교리를 지내고 응교에 이어 승지, 대사간 등으로 당상관에 올라 황해도관찰사 등의 외직을 지내고 대사간을 거쳐 흡곡현령으로 외직에 나갔다가 이조참의를 거쳐 전라도관찰사가 되고, 승지와 이조참의를 거쳐 경상도관찰사가 되고 이후 대사성, 도승지를 거쳐 경종 때 경기도관찰사와 대사성, 예조참판을 거쳐 도승지를 다시 지내고 황해도관찰사에 이어 전라도관찰사와 상주목사 등 외직을 지내다 영조 때 한성부판윤을 지내고 강화유수를 거쳐 예조판서를 지내고 동지관사에 이어 동지경연사, 지경연사를 거쳐 예조판서, 홍문관제학으로 좌빈객을 겸하고 판의금부사, 예조판서, 이조판서를 거쳐 우의정이 되고 이후 총호사로 있다가 좌의정이 되었다. 이후 1733년에 사망한다. 시호는 충헌(忠憲)이다.

## 가족 관계
- 할아버지 : 이합(李柙)
  - 아버지 : 한성판윤 이광하(李光夏)
  - 어머니 : 영의정 심지원(沈之源)의 딸
    - 부인 : 김수빈(金壽賓)의 4녀 신 안동 김씨
      - 아들 : 이주진(李周鎭)

## 관련 등장 대중문화 작품

### 영화
- 1961년 《의적 일지매》의 이덕춘 ... (배우: 김석훈) ... 이집을 모티브로 한 캐릭터